# Charles Gascoigne

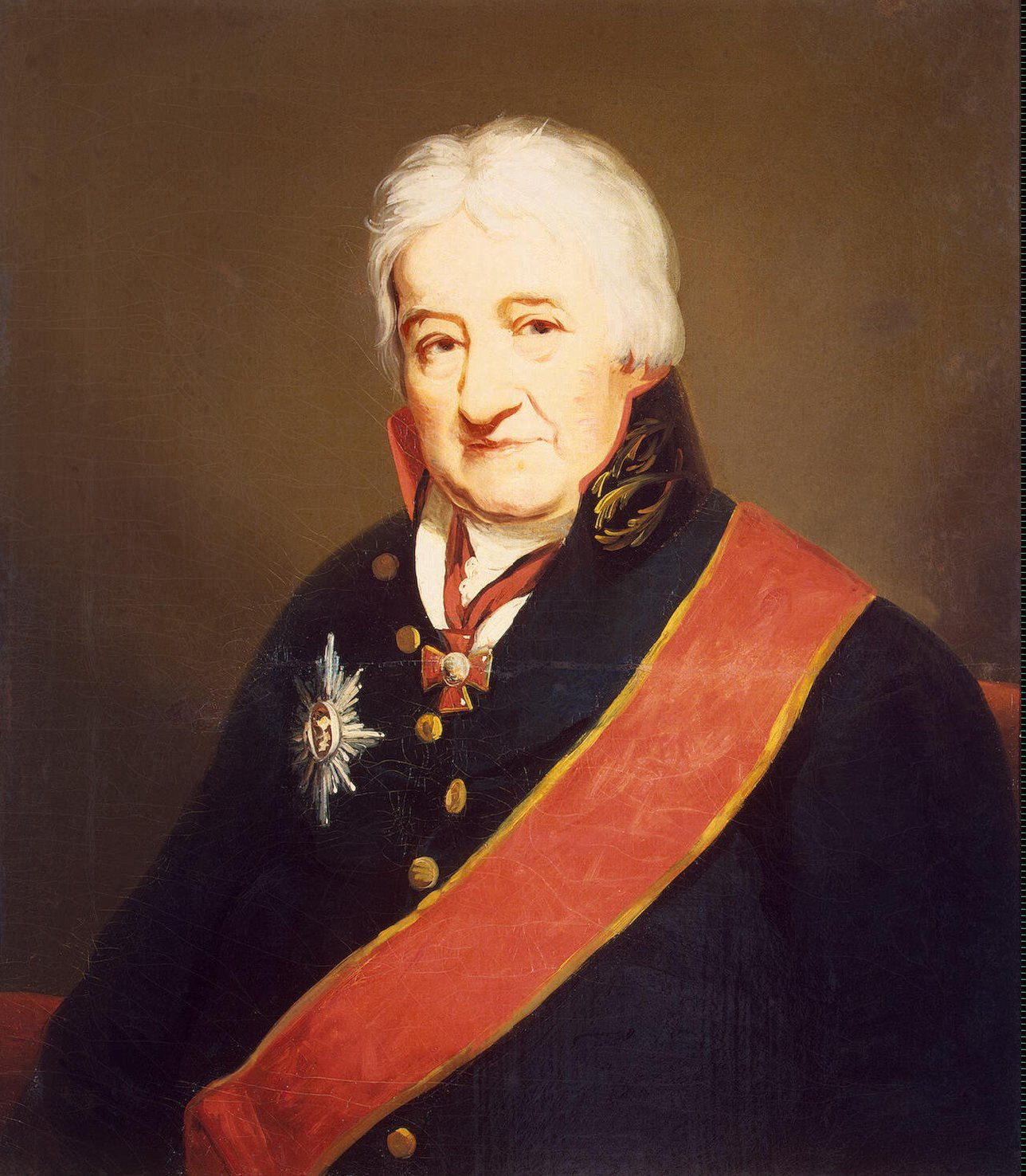
Charles Gascoigne (James Saxon, 1804/1805, Eremitage (Sankt Petersburg))

Charles Gascoigne, in Russland Karl Karlowitsch Gaskoin, (russisch Карл Карлович Гаскойн; * 1738 in Edinburgh; † 20. Julijul. / 1. August 1806greg. in Kolpino) war ein britisch-russischer Industrieller und Metallurg.

## Leben
Gascoignes Vater war Captain Woodroffe Gascoigne, der nach der Schlacht bei Culloden 1746 in Schottland diente. Gascoignes Mutter Grizel Gascoigne war die älteste Tochter des 9. Lord Elphinstone Charles Elphinstone und seiner Frau Elizabeth Primrose.
Gascoigne arbeitete für die Britische Ostindien-Kompanie und als Partner in der Chemikalien-Handelsfirma Coney and Gascoigne in London. Er heiratete 1759 in Birmingham Mary Garbett, Tochter des Kaufmanns und Gründungspartners der 1759 bei Edinburgh gegründeten Eisenhütte der Carron Company Samuel Garbett. 1763 wurde Gascoigne Manager der Terpentinöl-Fabrik Garbett & Co. Die Carron Company erhielt 1764 vom Board of Ordnance einen lukrativen Auftrag für die Lieferung von Waffen für die britischen Streitkräfte. Allerdings gab es Qualitätsprobleme in der Carron-Eisenhütte. Gascoigne wurde 1765 Partner der Carron Company und 1769 Managing Partner der Eisenhütte als Nachfolger William Cadells Jr., des Sohns des Gründungspartners William Cadell. Gascoigne sorgte für viele Verbesserungen in der Produktion zur Steigerung der Qualität. Die finanzielle Situation der Carron Company und der anderen Unternehmen Garbetts blieb schwierig, und 1772 ging Garbett & Co in die Insolvenz. 1773 zog das Board of Ordnance den Auftrag über Langwaffen an die Carron Company wegen der Qualitätsprobleme zurück. Die Carron Company erhielt eine Royal Charter, aber die Qualitätsprobleme blieben, so dass alle Kanonen der Carron Company auf den Schiffen der Royal Navy entfernt wurden. Gascoigne trieb die Entwicklung der von Robert Melvill 1759 erfundenen Karronade voran, die 1779 von der Royal Navy übernommen und bis in die 1850er Jahre produziert wurde. Die Carron Company lieferte Waffen auch in die USA, die im Britisch-Amerikanischen Krieg eingesetzt wurden.

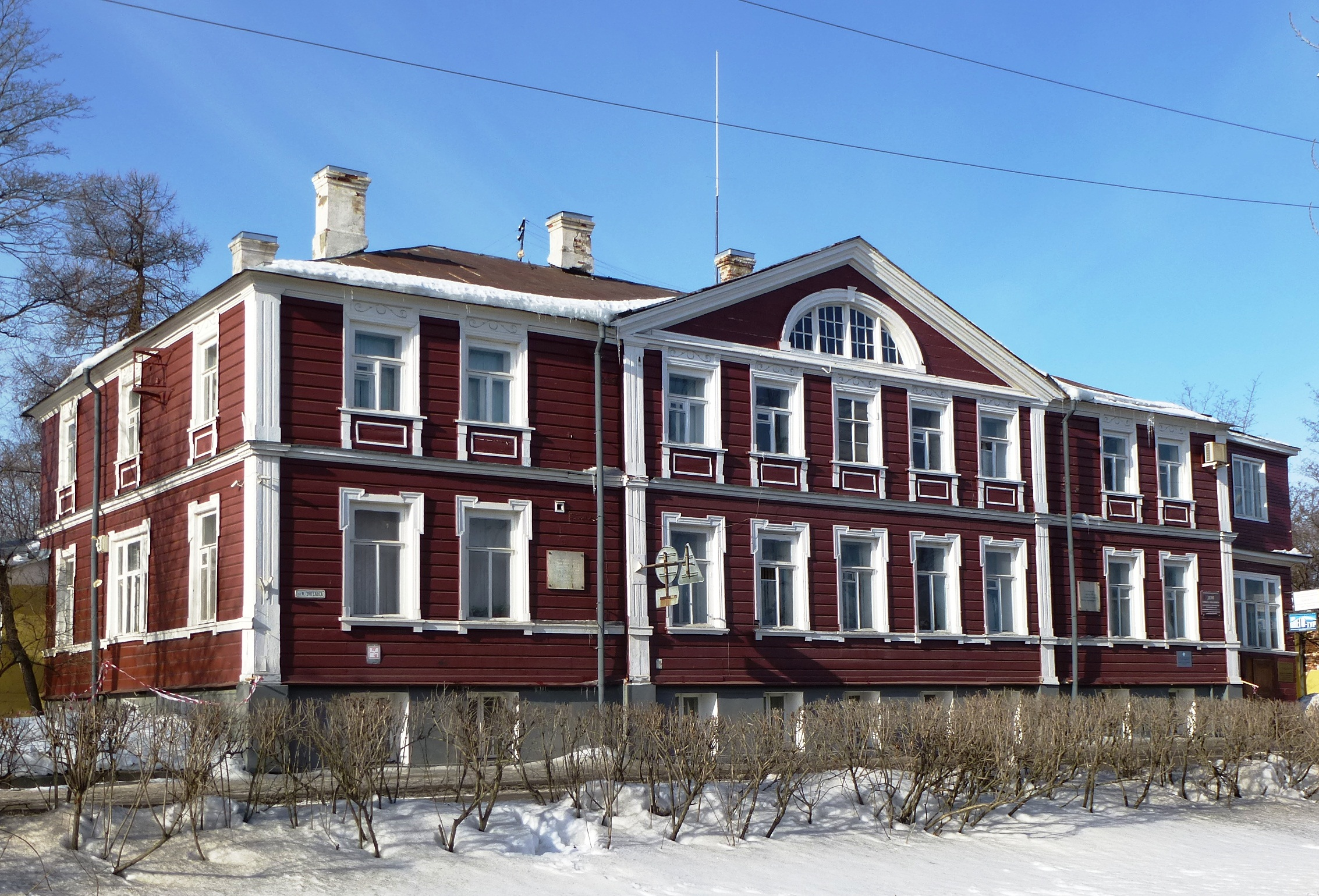
Haus des Chefs der Olonezer Bergbau-Betriebe, Petrosawodsk

Im Rahmen eines Programms der britischen Regierung für die militärische Unterstützung des Russischen Kaiserreichs in den 1770er und 1780er Jahren bestellte Charles Knowles, 1. Baronet im Auftrag der russischen Regierung bei der Carron Company eine von John Smeaton konstruierte Dampfmaschine, die 1774 mit einem Kohle-Vorrat und Carron-Arbeitern nach Russland geliefert wurde. 1784 bestellte Knowles Nachfolger Samuel Greigh bei der Carron Company Kanonen sowie Produktionsanlagen und Ausrüstung für die Alexander-Kanonenfabrik in Petrosawodsk. Gascoigne führte gegen den Widerstand der britischen Regierung den Auftrag aus und reiste im Mai 1786 zusammen mit Charles Baird, Adam Armstrong und Alexander Wilson nach Kronstadt, um den Aufbau der Anlagen in der Alexander-Kanonenfabrik durch die Carron-Arbeiter zu überwachen. Gascoigne befand sich in dieser Zeit in finanziellen Schwierigkeiten und war für insolvent erklärt worden.
Im September 1786 begann Gascoigne den Umbau der Alexander-Kanonenfabrik in Petrosawodsk, die 1773–1774 von dem Bergmeister Anikita Sergejewitsch Jarzow modernisiert worden war. Noch im selben Jahr gelang es ihm, einen Hochofen mit einer neuen zylindrischen Gebläsemaschine anzublasen und in Gegenwart des damaligen Olonezer Statthalters Timofei Iwanowitsch Tutolmin eine Gusseisen-Kanone zu gießen. In der Nähe nahm er das Kontscheserski-Hüttenwerk wieder in Betrieb, das 1793 abbrannte und nach Wiederaufbau schließlich 1801 aufgegeben wurde. Als sich in Kronstadt der Eisenschrott häufte, wurde zur Vermeidung des Schrotttransports zu Wasser nach Petrosawodsk unter Gascoignes Leitung eine kleine Eisengießerei in Kronstadt eingerichtet, die dann von Charles Baird betrieben wurde. Eine weitere Gießerei für Kanonenkugeln wurde in der Nähe St. Petersburgs errichtet.
Gascoignes Vertrag mit der russischen Regierung, im Rahmen dessen er 386 Kanonen an die russische Artillerie übergeben hatte, endete 1789. Er unterzeichnete einen neuen Vertrag zur Leitung der Alexander-Kanonenfabrik in Petrosawodsk, des Kontscheserski-Hüttenwerks und der Kronstädter Gießerei. Sein Gehalt wurde auf 2500 Pfund Sterling festgelegt. Dazu kam eine Gewinnbeteiligung an den verkauften Produkten. Unter seiner Leitung wurde die erste russische Dampfmaschine nach dem System James Watts gebaut. 1790 wurde er als Kollegienrat (6. Rangklasse) in den russischen Staatsdienst aufgenommen. Seit 1786 lebte Gascoigne in Petrosawodsk und leitete die Olonezer Bergbau-Betriebe; im Gefolge von Charles Gascoigne befand sich u. a. George Clark und dessen Sohn Matthew Clark (1776–1846) – letzterer spielte eine wesentliche Rolle beim Wiederaufbau des Winterpalastes (1838–1842). Gascoigne gründete und leitete eine Freimaurerloge, zu der die ausländischen Mitarbeiter der Bergbau-Betriebe und die britischen Mitarbeiter gehörten, die mit ihm gekommen waren.

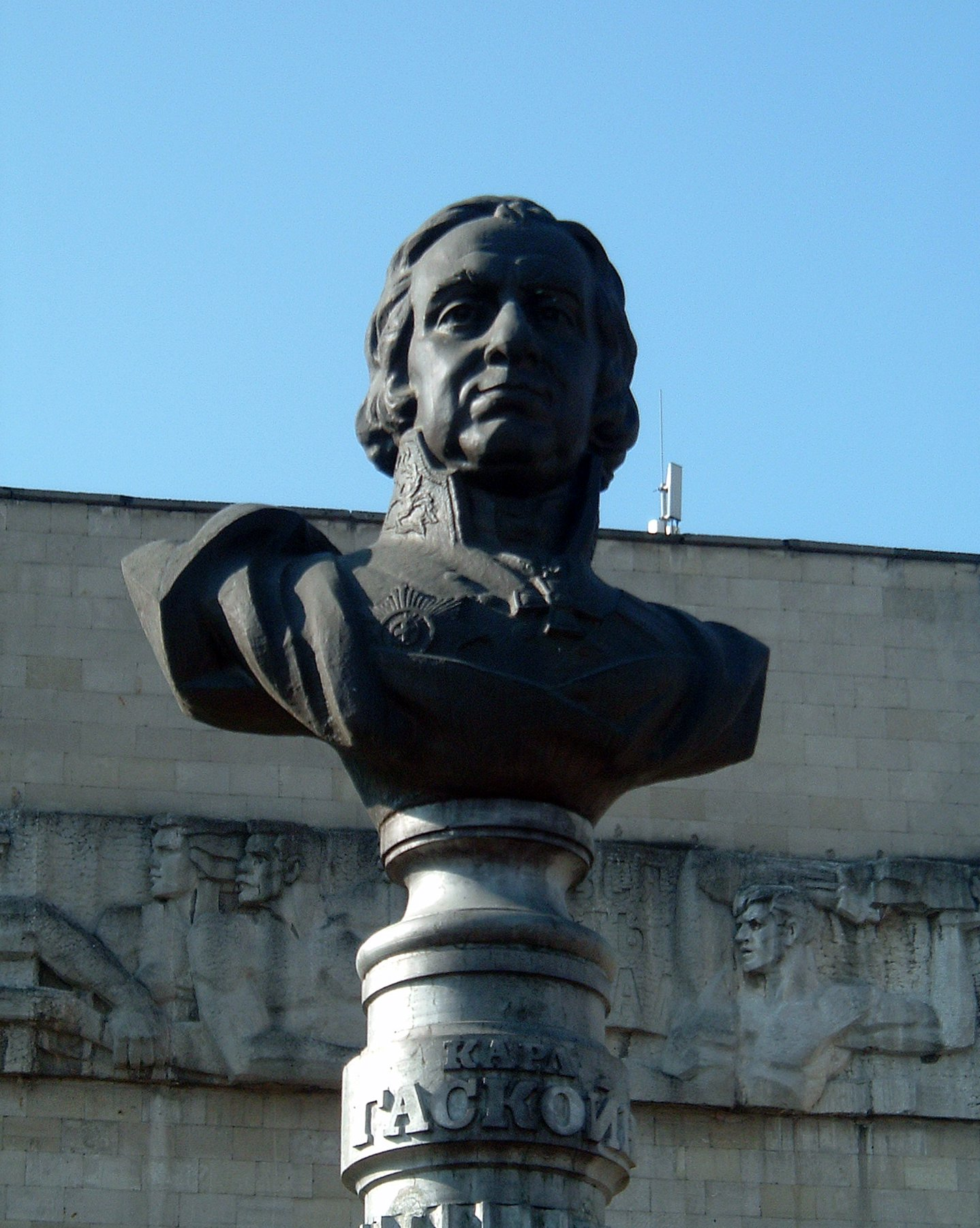
Charles-Gascoigne-Denkmal vor dem Lugansker Heimatmuseum

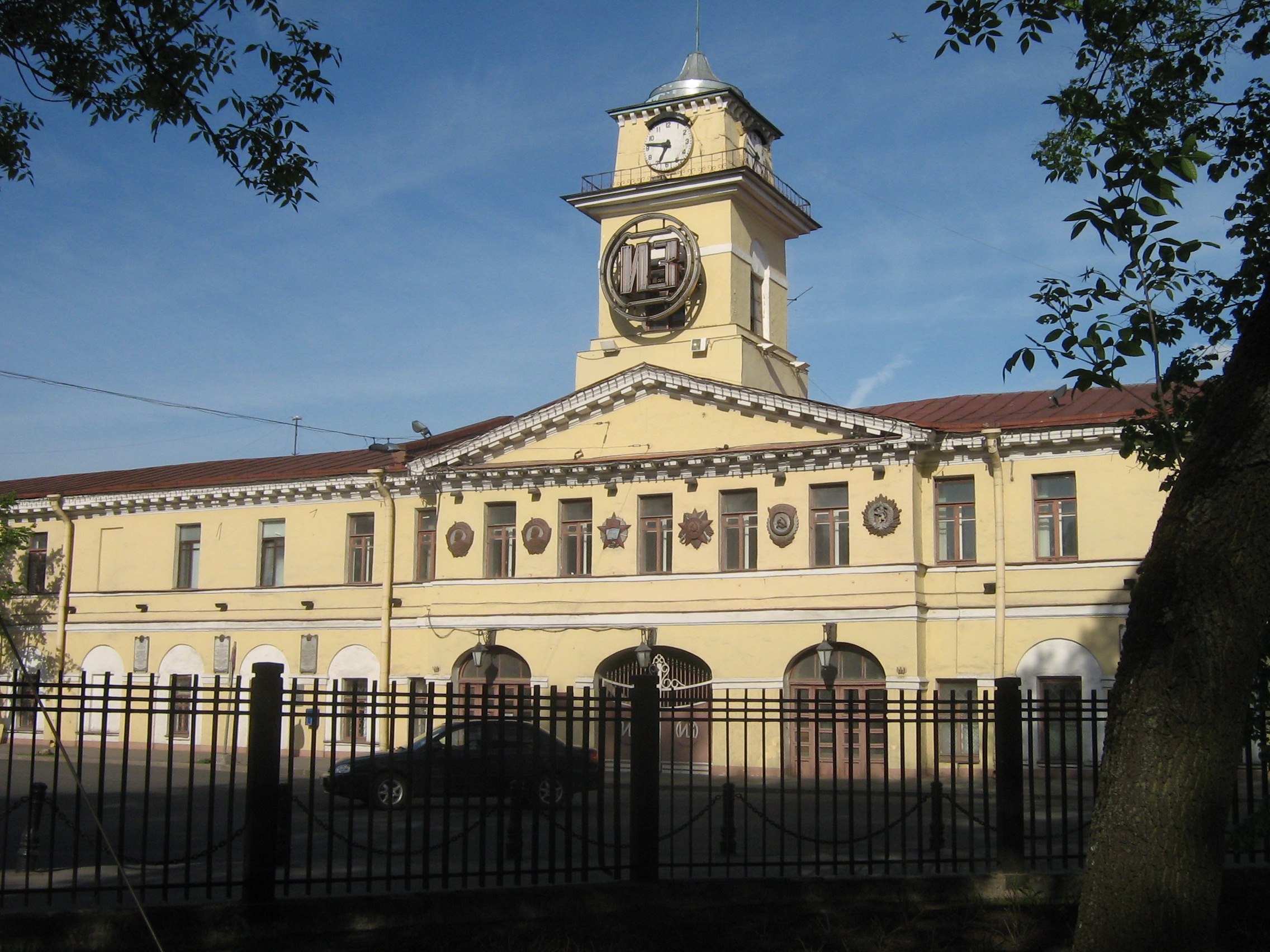
Ischora-Maschinenbau-Werk, Kolpino

1794 untersuchte Gascoigne im bisherigen Slawenoserbien im Neurussischen Gouvernement die Eisenerz- und Kohle-Lagerstätten, die er dann als sehr reichhaltig mit Erzen und Kohle höchster Qualität beschrieb, worauf er 1795 zum Staatsrat (5. Rangklasse) ernannt wurde. 1795 wurde beschlossen, eine Eisengießerei in Lugansk unter Gascoignes Leitung zu errichten. Bereits 1796 wurden mehrere 10.000 Pud Ausrüstung aus der Alexander-Kanonenfabrik im Winter auf trockenen Wegen nach Lugansk transportiert. Gascoigne gilt als erster Stadtplaner und Generalarchitekt der Stadt Lugansk. Er blieb dort Direktor bis 1806, worauf ihm Jakow Christianowitsch Nilus nachfolgte. Gleichzeitig erhielt er den Auftrag für die Errichtung einer Baumwoll-Maschinenspinnerei in St. Petersburg, der Alexander-Manufaktur, für die er eine britische Dampfmaschine bestellte.
1798 erhielt Gascoigne den Auftrag zur Erstellung einer Studie zu verschiedenen Themen. Dazu gehörte auch die Verbesserung der Einrichtung von Münzhöfen, die sich in der Peter-und-Paul-Festung und bei der St. Petersburger Assignaten-Bank befanden. Er installierte die ersten Pressen im Münzhof, was dann von Matthew Boulton zu Ende geführt wurde. 1798 wurde er Wirklicher Staatsrat (4. Rangklasse). 1801 bis zu seinem Tod war Gascoigne Direktor der St. Petersburger Eisengießerei, die 1868 das Putilow-Werk wurde. 1803 wurde Gascoigne Chef des Ischora-Maschinenbau-Werks der Admiralität am Ischora-Fluss in Kolpino bei St. Petersburg. Er blieb Direktor aller Werke, die er aufgebaut oder erneuert hatte.
1805 setzte sich Gascoigne in St. Petersburg zur Ruhe.
Mit seiner ersten Frau Mary hatte Gascoigne drei Töchter: Anne heiratete Thomas Hamilton, 7th Earl of Haddington, Elizabeth den Member of Parliament George Augustus Pollen und Maria den Metallurgen Alexander Markowitsch Poltorazki. 1797 hatte Gascoigne in zweiter Ehe Jesse Guthrie (1782–1855) geheiratet, die Tochter des Arztes und Mineralogen Matthew Guthrie.
Gascoigne wurde gemäß seinem Testament in Petrosawodsk auf dem deutschen Friedhof an der nicht mehr existierenden lutherischen Kirche begraben. Sein Grab wurde in den 1930er Jahren zerstört. In Petrosawodsk ist eine Straße nach ihm benannt.

## Ehrungen
- Orden des Heiligen Wladimir IV. Klasse mit Aufnahme in den erblichen Adel (1789), III. Klasse (1795)[3]
- Russischer Orden der Heiligen Anna II. Klasse (1798), I. Klasse (1804)[3]